# Сан-Теодоро (Сицилия)
Сан-Теодоро (итал. San Teodoro) —  коммуна в Италии, располагается в регионе Сицилия, в провинции Мессина.
Население составляет 1481 человек (2008 г.), плотность населения составляет 106 чел./км². Занимает площадь 14 км². Почтовый индекс — 98030. Телефонный код — 095.
Покровителями коммуны почитаются святой Феодор Тирон и святой Гаэтан, празднование 7 августа.

## Демография
Динамика населения:

## Администрация коммуны
- Официальный сайт: https://web.archive.org/web/20080605204127/http://www.comunedisanteodoro.it/